# Опасность (фильм)
«Опасность» (англ. Jeopardy) — нуаровый триллер режиссёра Джона Стёрджеса, вышедший на экраны в 1953 году.
В основу фильма положена 22-минутная радиопостановка «Вопрос времени» по рассказу Мориса Зима. Сценарий написал Мел Динелли, известный по нуаровым триллерам «Винтовая лестница» (1945), «Окно» (1949) и «Осторожней, моя милая» (1952).
Практически всё действие картины протекает в Мексике, в этом плане она примыкает к субжанру так называемого «мексиканского нуара», к которому также относятся фильмы «Из прошлого» (1947), «Большая кража» (1949), «Дорога с односторонним движением» (1950), «Где живёт опасность» (1950), «Женщина его мечты» (1951) и «Очевидное алиби» (1954).

## Сюжет
Обычная американская семья, Хелен (Барбара Стэнвик) и Даг (Барри Салливан) Стилвины с маленьким сыном Бобби (Ли Аакер), направляется в двухнедельный отпуск на полуостров Калифорния в Мексике. После пересечения границы они собираются проехать 400 километров на юг и остановиться в пустынном месте на побережье. На одном из поворотов их останавливает полицейский кордон, который проверяет документы, однако разрешает продолжить им путь. Наконец они прибывают на заброшенный рыбацкий хутор, куда Даг часто ездил на рыбалку со своими армейскими друзьями. Хелен и Даг разбирают вещи и готовятся к обеду. Хелен и Даг счастливы, что приехали в отпуск, у них тёплые, близкие и искренние любовные отношения.
Тем временем Бобби отправляется исследовать далеко уходящий в море полуразрушенный и подгнивший деревянный мол. Когда он уже доходит почти до самого конца, родители зовут его обедать. Бобби идёт обратно, однако его нога застревает между двух разошедшихся досок. Даг отправляется по шатающимся мосткам к сыну и помогает ему выбраться. Когда они идут назад, часть мола рушится, Дак проваливается и падает на землю, а завалившаяся огромная свая придавливает ему ногу. Хелен и Бобби разными способами пытаются высвободить ногу Дага, в том числе, с помощью домкрата, однако только ломают инструмент. Тем временем начинается прилив, и, если Даг не выберется, то через четыре часа окажется полностью под водой. Они принимают решение, чтобы Хелен съездила на ближайшее ранчо за прочным канатом, привязав который к машине, вероятно, удастся сдвинуть сваю и высвободить ногу.
Промчавшись с риском для жизни до ближайшего ранчо, где они ранее делали запас воды, Хелен видит, что все его обитатели так и не вернулись с городского праздника. Она находит канат в хозяйственном блоке и собирается ехать обратно, но на пути у неё оказывается молодой крепкий мужчина, американец по имени Лоусон (Ральф Микер), который соглашается ей помочь. Когда они отъезжают вместе на машине, видно, что в кустах лежит человек, по-видимому, убитый Лоусоном. По дороге Лоусон осматривает бардачок и находит там пистолет, угрожая которым, требует, чтобы Хелен исполняла его приказы.
Вскоре их останавливает полицейский патруль, который ведёт розыск сбежавшего заключённого. Но Хелен под угрозой приставленного пистолета не может ничего сказать и разыгрывает с Лоусоном супружескую пару. Через некоторое время они вновь натыкаются, на этот раз на дорожное ограждение, выставленное полицией. Лоусон на полной скорости пробивает ограждение и легко отрывается от преследователей.
Когда в пути у машины спускает колесо, Лоусон ловко заменяет его без домкрата. Он снимает пиджак, и Хелен видит, что на нём надета рубаха с тюремным номером на спине. Хелен понимает, что он и есть сбежавший заключённый, которого разыскивает полиция. Хелен делает попытку ударить Лоусона по голове монтировкой, однако он вовремя перехватывает её руку, и они вновь продолжают путь. На очередном пересечении дорог полицейская машина настигает их и открывает автоматный огонь, однако с помощью ловкого манёвра Лоусон бьёт полицейскую машину в бок, в результате чего та падает в кювет и переворачивается.
Понимая, что скоро появятся новые преследователи, Лоусон решает на некоторое время затаиться в заброшенном доме. Хелен говорит ему, что готова ради спасения мужа на всё, после чего Лоусон страстно целует её… Затем Хелен говорит, что Лоусон может забрать гражданскую одежду мужа, его документы и даже её саму в качестве прикрытия, если он немедленно поедет на место и поможет ей высвободить Дага из ловушки.
Добравшись до места, они видят, что Даг уже по пояс в воде, а прилив только усиливается. Лоусон демонстрирует немалое упорство и ловкость, чтобы подцепить свалившуюся сваю и сдвинуть её с места. Наконец, ему удаётся слегка приподнять её с помощью специально сконструированного рычага, в результате чего Даг вырывается на свободу. Пока Даг отлёживается на берегу, Лоусон напоминает Хелен о её обещании отправиться вместе с ним город, котороё она подтверждает. Поражённый её готовностью к самопожертвованию ради мужа, Лоусон протягивает ей руку в знак прощания.
В этот момент на горизонте появляется полицейская машина. Лоусон собирается бежать на машине Стилвинов, но из-за перегрузки при подъёме сваи, у неё спустило заднее колесо. Лоусон решает бежать вдоль берега, на этот раз Хелен пожимает его руку в благодарность за спасение мужа. Лоусон скрывается в темноте. Закадровый голос сообщает, что через некоторое время он был обнаружен полицией и убит при попытке сопротивления.

## В ролях
- Барбара Стэнвик — Хелен Стилвин
- Барри Салливан — Даг Стилвин
- Ральф Микер — Лоусон
- Ли Аакер — Бобби Стилвин

## Режиссёр и исполнители главных ролей
Главный режиссёр Джон Стёрджес впоследствии был номинирован на Оскар за триллер с элементами вестерна и нуара «Плохой день в Блэк Роке» (1955), он также поставил такие известные фильмы, как «Великолепная семёрка» (1960) и «Большой побег» (1963).
Одна из ведущих актрис жанра нуар, Барбара Стэнвик четырежды номинировалась на Оскар как лучшая актриса, в том числе, дважды за роли в фильмах нуар «Двойная страховка» (1944) и «Извините, ошиблись номером» (1948). Другие наиболее важные нуаровые роли она сыграла в фильмах «Странная любовь Марты Айверс» (1946), «Дело Тельмы Джордон» (1950) и «Не её мужчина» (1950).
Наиболее известной работой Ральфа Микера в кино стала роль Майка Хаммера в фильме нуар «Целуй меня насмерть» (1955), он также сыграл в таких признанных фильмах, как «Тропы славы» (1957) и «Грязная дюжина» (1967).

## Оценка критики
Журнал Variety после премьерного показа написал о фильме: «Беды, которые обрушиваются на семью из трёх человек, проводящую отпуск на пустынном побережье в Нижней Калифорнии, были собраны воедино в этой скромной, компактной саспенс-мелодраме. В изложении истории нет никаких лишних движений или ненужной траты бюджетных долларов. Сюжет начинает раскручиваться ближе к финалу, но в остальном, он мастерски оформлен в сценарий, написанной по рассказу Мориса Зима. Игра четырёх основных актёров очень хороша, точно соответствуя перемене настроения от весёлого, беспечного начала к опасности после несчастного случая и к угрозе с появлением преступника. Сцены с участием Салливана и юного Аакера, которые отважно противостоят опасности прилива в то время, как Стэнвик неистово ищет помощи, сделаны очень трогательно».
Кинокритик Деннис Шварц в 2010 году дал фильму положительный отзыв, написав: «Джон Стёрджес с обычным для себя умением подает банальную историю ужасов о семейном отпуске как напряжённый психологический триллер… Стёрджес, который всегда был искусным мастером, выжал всё что можно из этого рутинного триллера. Сделанный на очень скромном бюджете, этот фильм стал неожиданным кассовым хитом студии „Метро-Голдвин-Майер“».
Кинокритик Крейг Батлер на сайте Allmovie написал: «Если сведённый до скелета сценарий „Опасности“ и не позволил фильму стать выдающимся, то всё равно получился плотный, искусный маленький триллер, который доставляет массу переживаний и удерживает зрителя на краешке стула — даже несмотря на слишком очевидное манипулирование в сценарии. Режиссёра Джона Стёрджеса не волнует то обстоятельство, что материалу не хватает тонкости или нюансировки — он одержим созданием максимально увлекательной маленькой картины, и это ему великолепно удаётся. Большую помощь ему в этом оказывают Барбара Стэнвик в роли жены и Ральф Микер в роли психопата. Никто не умел играть этот тип решительных в своём бедственном положении дамочек лучше, чем Стэнвик, и как обычно, она полностью отдаёт роли всю себя, несмотря на то, что сценарий не вполне шекспировского уровня. Со своей стороны Микер берётся за роль крепкой хваткой, показывая, насколько увлекательным может быть опасный псих. По контрасту, бедному Барри Салливану практически ничего не остаётся, и потому он не производит особого впечатления».